# Lapenty
Lapenty är en kommun i departementet Manche i regionen Normandie i norra Frankrike. Kommunen ligger i kantonen Saint-Hilaire-du-Harcouët som tillhör arrondissementet Avranches. År 2022 hade Lapenty 382 invånare.

## Befolkningsutveckling
Antalet invånare i kommunen Lapenty
| Referens: INSEE |